# Mort al Nil
Mort al Nil (títol original en anglès: Death on the Nile) és una pel·lícula britànica de John Guillermin, del 1978, que posa en escena el detectiu belga Hercule Poirot. Es tracta de la primera adaptació al cinema de Mort al Nil d'Agatha Christie. És la primera pel·lícula estrenada després de la mort de la novel·lista l'any 1976. És també la primera vegada que Peter Ustinov encarna el famós detectiu belga Hercule Poirot, i reprendrà aquest paper en altres dues pel·lícules i tres telefilms.
Ha estat doblada al català.

## Argument
El detectiu belga Hercule Poirot passa les seves vacances a Egipte i embarca en un creuer pel Nil. Quan un homicidi és comès en el vaixell de vapor, és sol·licitat per portar la investigació en companyia del seu col·lega el coronel John Race, igualment allà. La víctima ha tingut diferències amb la majoria de les persones presents a bord, la investigació es presenta difícil...

## Repartiment
- Peter Ustinov: Hercule Poirot
- David Niven: Coronel John Race
- Jane Birkin: Louise Bourget
- Lois Chiles: Linnet Ridgeway
- Bette Davis: Madame Van Schuyler

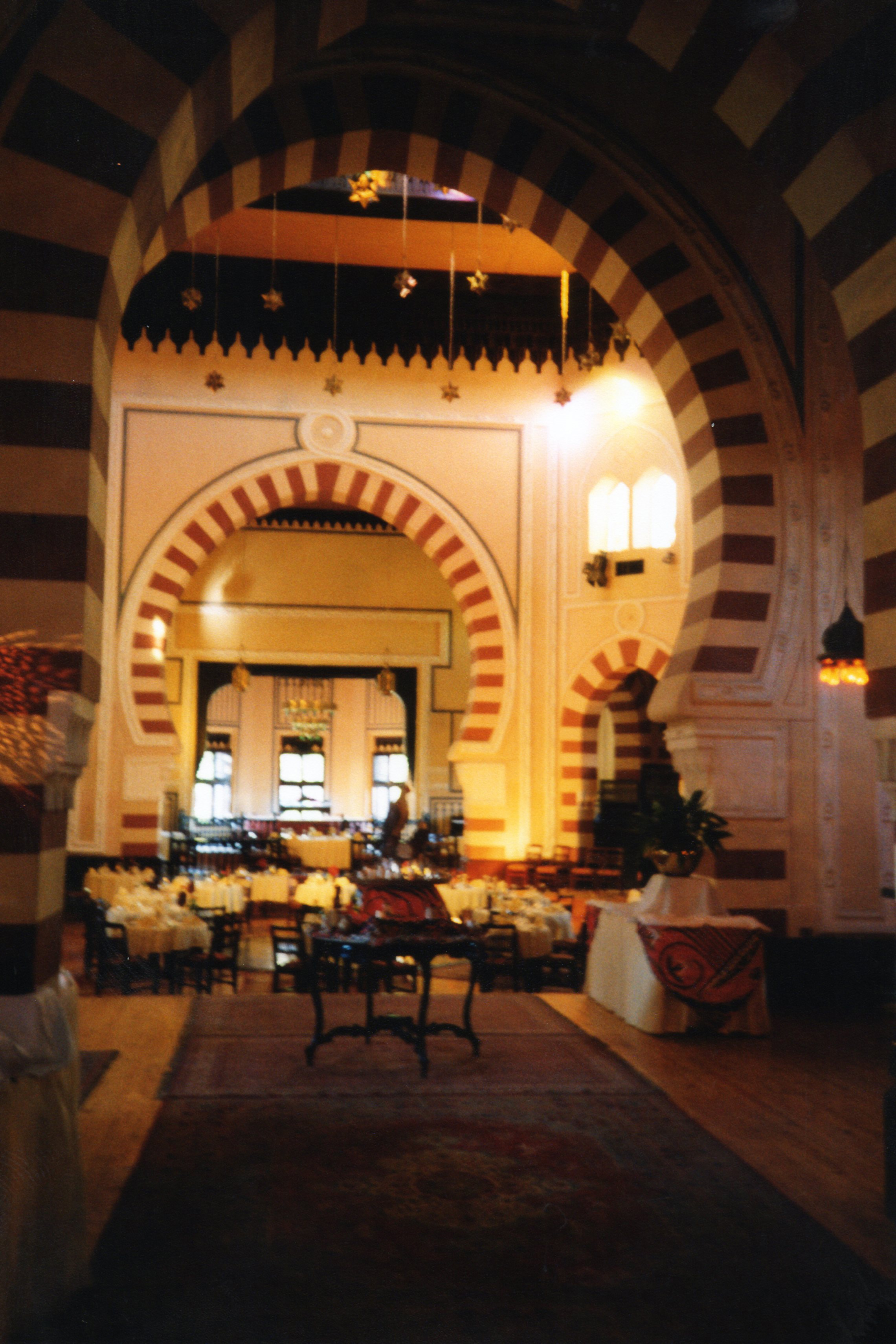
El menjador de l'hotel Old Cataract, que va servir de marc en el rodatge d'una part de la pel·lícula

- Mia Farrow: Jacqueline de Bellefort
- Jon Finch: Jim Ferguson
- Olivia Hussey: Rosalie Otterbourne
- Inderjeet Singh Johar: M. Sharburi, responsable del Karnak
- George Kennedy: Andrew Pennington
- Angela Lansbury: Madame Salome Otterbourne
- Simon MacCorkindale: Simon Doyle
- Maggie Smith: Miss Bowers
- Jack Warden: Doctor Ludwig Bessner
- Harry Andrews: Barnstaple
- Sam Wanamaker: Rockford

## Producció

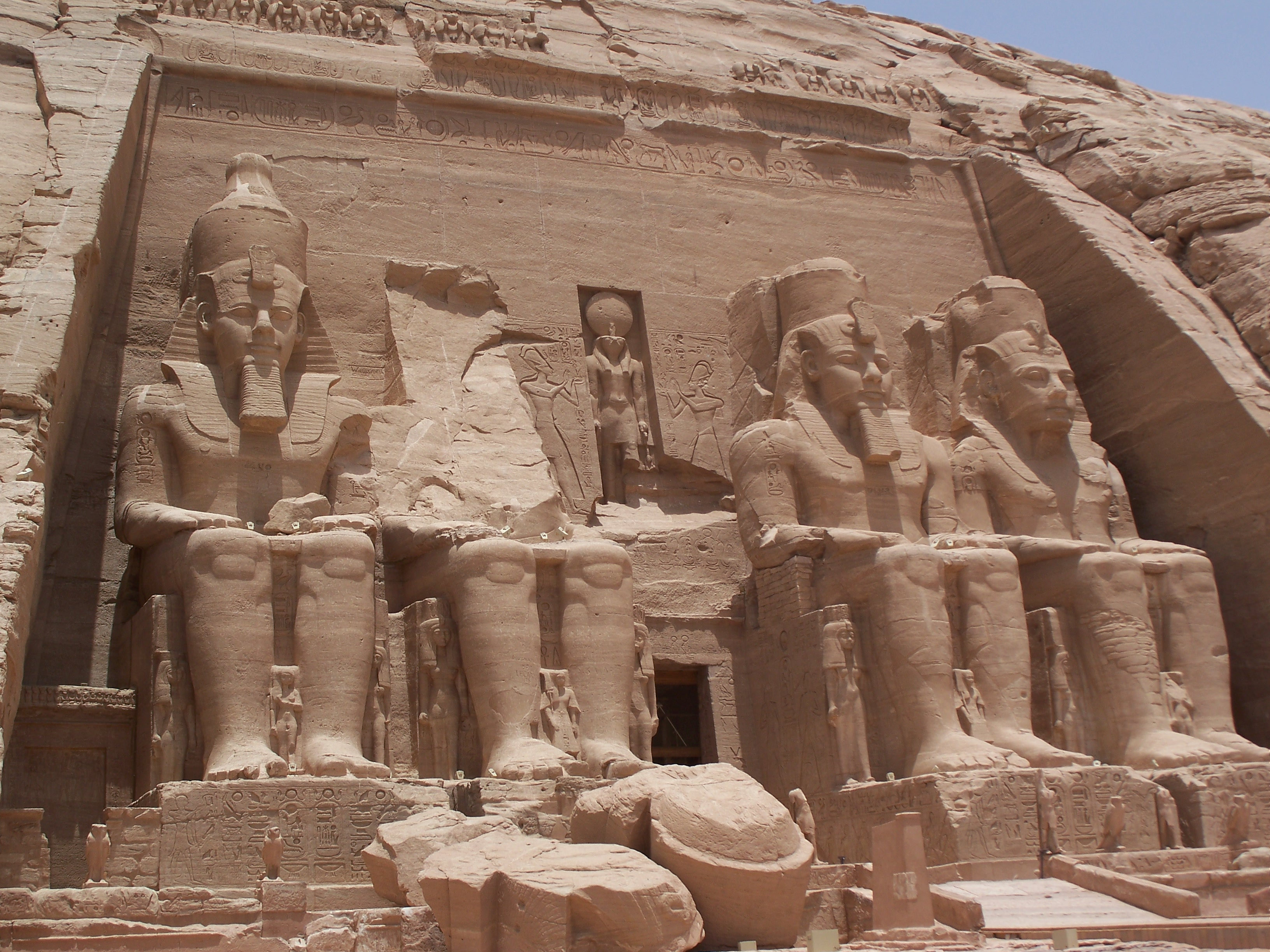
Els colossos guardant l'entrada del temple de Ramsès II a Abou Simbel, marc d'una escena de la pel·lícula

Dos anys després de la mort de la novel·lista l'any 1976, John Brabourne, productor d'Assassinat a l'Orient Express (1974), decideix adaptar la novel·la Mort al Nil. John Guillermin és escollit com a director i el poliglot Peter Ustinov agafa el paper d'Hercule Poirot reemplaçant Albert Finney. Un càsting prestigiós completa el conjunt.
Adaptació fidel de la novel·la policíaca d'Agatha Christie publicada el 1937, a Mort sobre el Nil Poirot desenreda amb el seu talent habitual els nussos d'una intriga delicada, la majoria dels passatgers tenen un motiu vàlid per liquidar la víctima, tot això al mig dels decorats naturals d'Egipte.
Els passatgers es troben primer en un luxós hotel, en la realitat l'hotel Old Cataract d'Assuan, el mateix on Agatha Christie hauria escrit la novel·la.
El creuer pròpiament dit es fa sobre un vaixell de vapor anomenat El Karnak (anomenat així per les necessitats de la pel·lícula, es deia en realitat El Memnon) que navega pel Nil al mig de les falues.
Una escena de la pel·lícula, on Linnet està a punt de ser aixafada per un enorme bloc de pedra, té lloc en un altre lloc al temple de Karnak, al mig de les 134 columnes de la gran sala hipòstila. En aquest mateix lloc Poirot conta al Sr. Pennington com el visir Ptahhotep va morir aixafat viu sota un munt de peces i de diners perquè havia intentat robar el tresor del seu mestre. Una anècdota si més no sorprenent (i errònia ?) quan se sap que Ptahhotep ha quedat en la Història com l'autor sensat més antic.

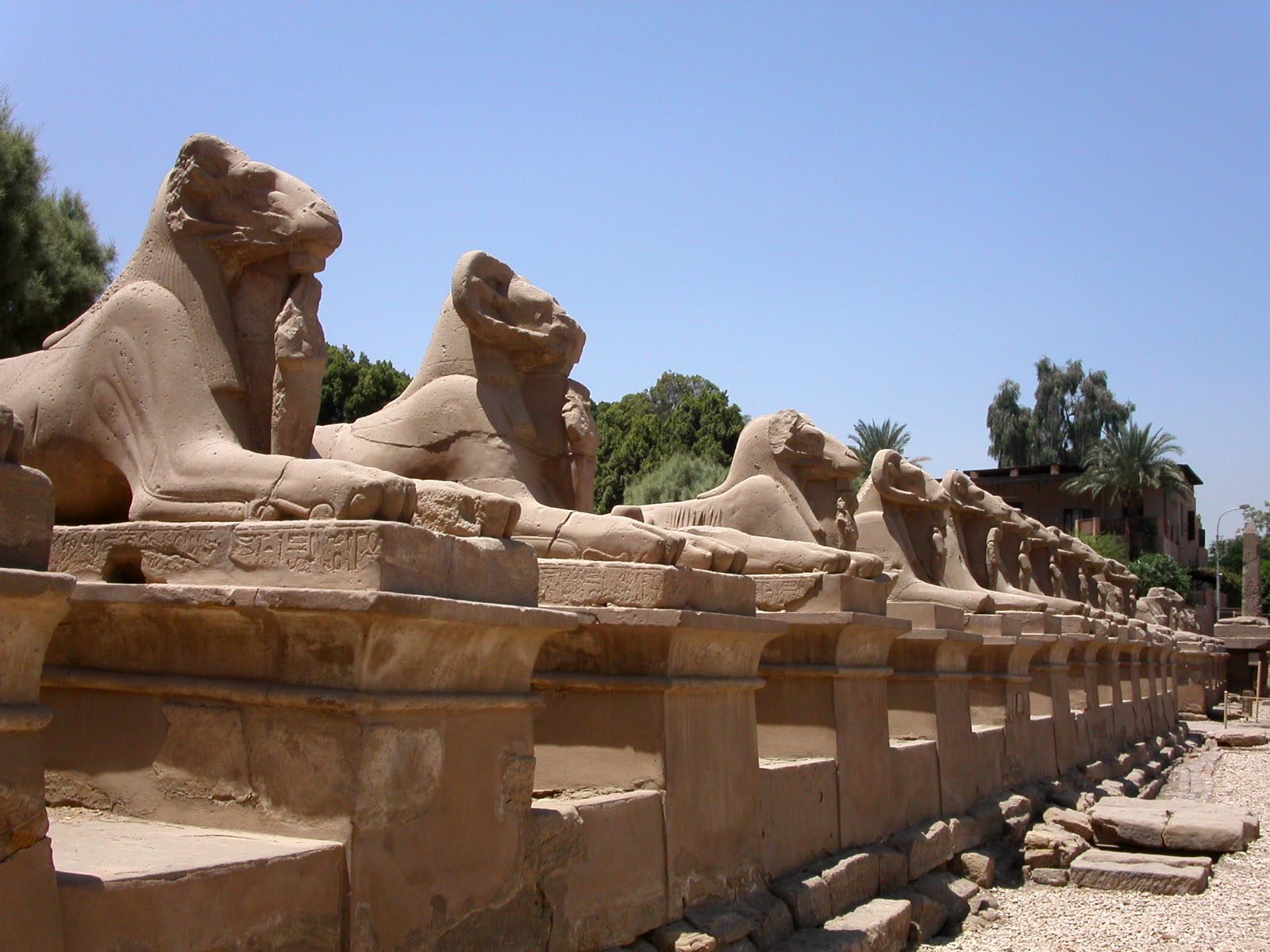
L'albereda de les criosfinx, marc d'una altra escena de la pel·lícula

Encara a Karnak, la novel·lista Salome Otterbourne s'extasia davant l'Albereda dels criosfinx, emportant-se davant els moltós «priapics, lascius i lubrics» portant entre les seves potes una estàtua d'Amenofis III.
Una altra escena de la pel·lícula va ser rodada en el jaciment arqueològic d'Abu Simbel, i sobretot davant l'entrada del temple de Ramsès II guardada per 4 «colossos». Aquí reapareix Jacqueline, Mentre Linnet i Simon pensaven haver escapat.
La pel·lícula s'acaba amb una cita de Molière, per Poirot: «La gran ambició de les dones és inspirar l'amor», treta de l'escena VI de l'obra Le Sicilien ou l'Amour pintor (1667)

## Rebuda
La pel·lícula troba l'èxit internacional. És premiada en la 51a cerimònia dels Oscars, 1979 amb l'Oscar al millor vestuari per Anthony Powell. Aquest va retre visita abans del començament del rodatge a cadascun dels principals actors de la pel·lícula amb la finalitat de preparar el vestuari. La seva trobada amb Bette Davis va ser particularment enriquidora.

## Guardons[calcitació]

### Premis
- National Board of Review Awards 1978: Millor actriu secundària per Angela Lansbury
- BAFTA 1979: BAFTA al millor vestuari per a Anthony Powell
- Evening Standard British Film Awards 1979:
  - Millor film per John Guillermin
  - Millor actor per Peter Ustinov
- Oscars 1979: Oscar al millor vestuari per a Anthony Powell

### Nominacions
- BAFTA 1979:
  - Millor actor per a Peter Ustinov
  - Millor actriu secundària per a Angela Lansbury
  - Millor actriu secundària per a Maggie Smith
- Globus d'Ors 1979: Globus d'Or a la millor pel·lícula estrangera